# San Juan de Arama
San Juan de Arama es un municipio colombiano situado en el departamento del Meta también conocido como "Puerta de entrada a la Sierra de la Macarena". Se encuentra a 119 km de la capital Villavicencio.

## División Político-Administrativa
Además de su Cabecera municipal. San Juan de Arama tiene bajo su jurisdicción los siguientes Centros poblados:
- Bellavista
- Campoalegre
- Cerrito
- El Vergel
- Mesa Fernández
- Miraflores
- Peñas Blancas

## Historia
En junio de 1845 en ordenanza según Decreto del gobierno de la provincia de Bogotá que entonces ejercía jurisdicción territorial de la actual Orinoquía Colombiana transforma a Concepción de Arama siendo corregimiento de San Martín en San Juan de Arama y el 17 de noviembre de 1966 el gobernador Ricardo Roa Latorre crea a San Juan de Arama como Municipio mediante ordenanza 003.

## Geografía

### Límites municipales
San Juan de Arama está delimitado por los siguientes municipios:
| Noroeste: Límites entre Lejanías y Mesetas                         | Norte: Lejanías (Caño Guanaya)      | Nordeste: Granada      |
| Oeste: Mesetas                                                     |                                     | Este: Fuente de Oro    |
| Suroeste: Límite entre Mesetas y Vista Hermosa (Río Santo Domingo) | Sur: Vista Hermosa (Caño Pepe Muya) | Sureste: Puerto Lleras |

## Economía
- Agricultura
- Ganadería

## Servicios públicos
- Energía Eléctrica: Electrificadora del Meta (EMSA), es la empresa prestadora del servicio de energía eléctrica.
- Gas Natural: Llanogas, es la empresa distribuidora y comercializadora de gas natural en el municipio.